# Signe Hasso

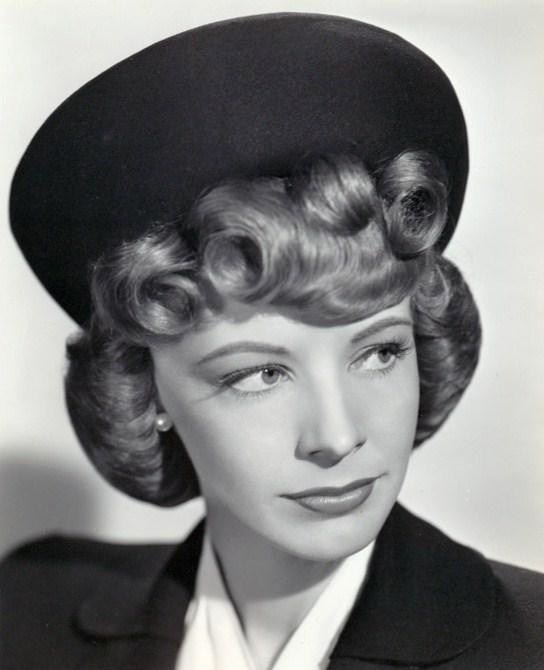
Signe Hasso in Strange Triangle (1946)

Signe Hasso (* 15. August 1915 in Stockholm als Signe Eleonora Cecilia Larsson; † 7. Juni 2002 in Los Angeles) war eine schwedisch-US-amerikanische Schauspielerin.

## Leben
Signe Hasso kam im Alter von 12 Jahren als eine der jüngsten Schülerinnen aller Zeiten auf die renommierte Schauspielschule des Königlichen Dramatischen Theaters (Dramaten) in Stockholm. 1933 drehte sie ihren ersten Spielfilm Tystnadens hus und heiratete Harry Hasso (Künstlername des deutschen Regisseurs Karl Harry Hasso Hartnagel) und nahm dessen (Künstler-)Namen an. Die Ehe hielt allerdings nur bis 1941.
1940 zog sie in die USA, wo sie einen Vertrag mit der RKO Pictures Produktionsfirma abschloss. Schon früh und nicht ohne Marketinggedanken der RKO Pictures wurde sie als „the next Garbo“ gehandelt, eine Anspielung auf die Ehrenoscarträgerin und Filmlegende Greta Garbo, ebenfalls schwedisch-amerikanische Schauspielerin. Die mit diesem Vergleich verbundenen hohen Erwartungen konnte Hasso allerdings nicht erfüllen. An die Erfolge Garbos konnte sie nicht anknüpfen. Ihre erste beachtenswerte Rolle war die der wunderschönen „Mademoiselle“ in Ein himmlischer Sünder (1943) unter der Regie von Ernst Lubitsch. In den 1940er Jahren spielte sie u. a. in Das siebte Kreuz (1944), Johnny Angel (1945), Ein eleganter Gauner (1946) und Ein Doppelleben (1947).
In den 1950er Jahren geriet ihre Hollywood-Karriere ins Stocken. Nachdem ihr Sohn Henry 1954 bei einem Autounfall ums Leben gekommen war, zog sie sich ganz aus dem amerikanischen Filmgeschäft zurück. Bis in die Mitte der 1960er Jahre hinein war sie entweder in schwedischen Filmproduktionen, amerikanischen Fernsehserien oder auf Theaterbühnen in New York zu sehen. 1966 kehrte sie im Horrorfilm Picture Mommy Dead nach Hollywood zurück.
1972 sprach ihr der damalige König von Schweden Gustav VI. Adolf den Wasaorden zu. 1989 nahm sie zusätzlich zur schwedischen auch die amerikanische Staatsbürgerschaft an.
In den späten Jahren ihres Lebens war Hasso eine angesehene Dichterin und Schriftstellerin und verdiente sich mit Übersetzungen schwedischer Volkslieder ins Englische große Anerkennung. Außerdem war sie weiterhin in vielen Produktionen als Schauspielerin zu sehen. Ihren letzten Auftritt hatte sie im Jahr 2001 in einer Fernsehdokumentation über Greta Garbo.
Einer ihrer besten Freunde war Peter Stormare, der auch in den letzten Stunden ihres Lebens bei ihr war. 2002 verstarb sie an Lungenkrebs. Sie erhielt einen Stern auf dem Walk of Fame am Hollywood Boulevard 7080.

## Filmografie (Auswahl)
- 1933: Tystnadens hus
- 1937: Häxnatten – Regie: Schamyl Bauman
- 1938: Karriär – Regie: Schamyl Bauman
- 1938: Geld fällt vom Himmel – Regie: Heinz Helbig
- 1938: Pengar från skyn – Regie: Rune Carlsten
- 1939: Wir zwei (Vi två) – Regie: Schamyl Bauman
- 1939: Filmen om Emelie Högqvist – Regie: Gustaf Molander
- 1940: Än en gång Gösta Ekman – Regie: Schamyl Bauman
- 1940: Stål – Regie: Per Lindberg
- 1943: Ein himmlischer Sünder (Heaven can wait)
- 1944: Das siebte Kreuz (The Seventh Cross)
- 1945: Johnny Angel – Regie: Edwin L. Marin
- 1945: Das Haus in der 92. Straße (The House on 92nd Street)
- 1946: Ein eleganter Gauner (A Scandal in Paris)
- 1947: Ein Doppelleben (A Double Life)
- 1948: Opium (To the Ends of the Earth)
- 1950: Hexenkessel (Crisis)
- 1950: Ins Leben entlassen (Outside the Wall)
- 1950: Menschenjagd (Sånt händer inte här)
- 1953: Maria Johanna (nur Co-Regie)
- 1954: Taxi 13 – Regie: Börje Larsson
- 1966: Das Kabinett der blutigen Hände (Picture Mommy Dead)
- 1975: Die Jagd nach dem Malteser Falken (The Black Bird) – Regie: David Giler
- 1976: Sherlock Holmes in New York
- 1977: Ich hab’ dir nie einen Rosengarten versprochen (I Never Promised You a Rose Garden)
- 1981: Evita Peron (TV) – Regie: Marvin J. Chomsky
- 1983: Hart aber herzlich (Hart to Hart, Fernsehserie, Folge Original oder Fälschung?)
- 1998: One Hell of a Guy – Regie: James David Pasternak

## Werke (Auswahl)
- Momo, 1977
- Kom slott, 1978
- Hoppa hoppa hage och andra rim, 1978
- Tidens vän, Stockholm 1990